# Le Désert en Valjouffrey
Pour les articles homonymes, voir Le Désert.

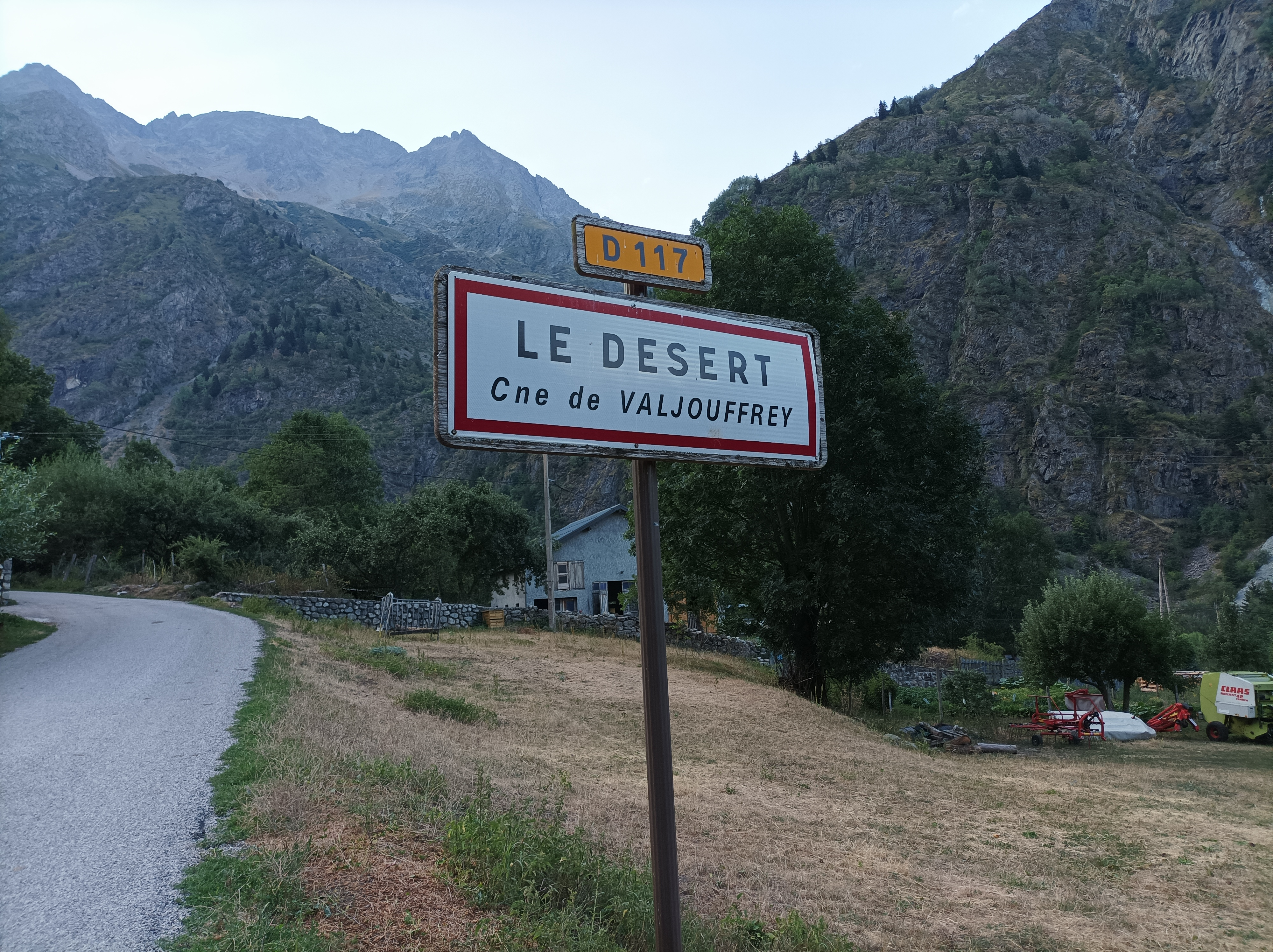
Panneau d'entrée du village.

Le Désert en Valjouffrey est un village en Isère en région Auvergne Rhône Alpes.
Ses habitants sont les Sapparys.

## Géographie

### Localisation
Le village du Désert est située à 66 km de Grenoble. 
C'est le dernier village avant l'entrée du parc national des Écrins de la vallée du Valjouffrey, qui comporte cinq hameaux :  la Chapelle en Valjouffrey, la Chalp, les Faures, Valsenestre et le Désert.
Le village est fermé en amont par le massif des écrins. Il est traversé par le GR54, itinéraire de randonnée des Écrins.

### Climat
Le climat est de type montagnard.   

## Histoire
Le Désert est probablement le dernier lieu de la vallée de la Bonne à avoir été colonisé.

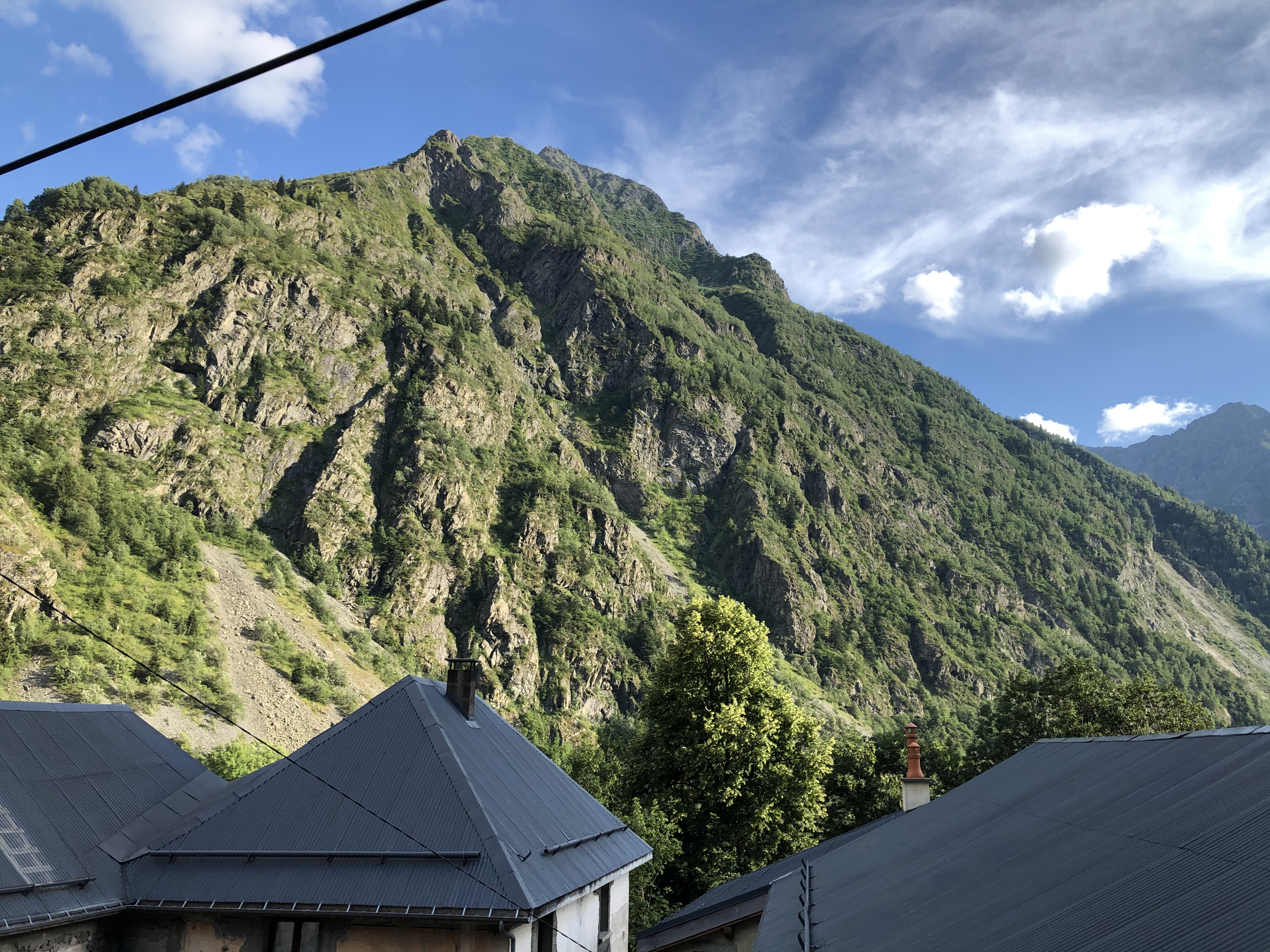
Vu du village du Désert sur les montagnes

Sa population était de 200 à 300 en 1850. Aujourd'hui on compte une vingtaine d'habitants permanents. On retrouve énormément de résidences secondaires.

## Urbanisme

### Typologie
Sa population est plus agricole, avec 3 exploitations agricoles dans le village. On retrouve également un gîte communal des Arias qui se trouve être l'ancienne école. On retrouve aussi une fromagerie sur le chemin qui mène au parc national des Écrins.
Le Désert avec son architecture de hameau de montagne possède des fontaines, des lavoirs ainsi qu'une petite chapelle.

## Activités
L'accueil touristique représente l'essentiel de son activité. 